# ارناندو د سوتو

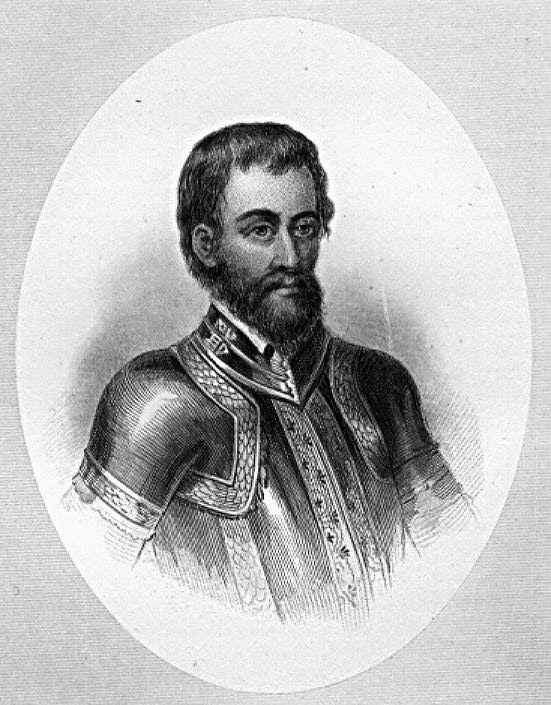
هرناندو د سوتو

ارناندو د سوتو (اسپانیایی: Hernando de Soto‎ زادهٔ ۱۴۹۶ یا ۱۴۹۷- مرگ ۲۱ مه ۱۵۴۲) اکتشاف‌گر و کشورگشای اسپانیایی بود. وی در گشودن پرو همراه فرانسیسکو پیزارو بود.
او گروهی را سرپرستی کرد که در سال ۱۵۳۵ میلادی از هاوانا راه افتاده و تا فلوریدا پیشروی کردند. هدف آنها پیداکردن دارایی بود و این آماج آنان را تا رود میسیسیپی در جنوب خاوری ایالات متحده کنونی پیش‌راند. همچنین او در جستجوی یافتن راهی به چین از سوی آمریکا بود.
او نخستین بار در ۱۵۱۴ پای به ینگه دنیا نهاد. دلاوری و طرح‌ریزی نقشه‌های جنگی‌اش از ویژگی‌های مثبت و خشونتش از مایه‌های بدنامیش بوده‌است.
د سوتو در آرکانزاس (و به باور برخی در لوئیزیانای) کنونی مرد. از آنجا که برای اثرگذاری برسرخ‌پوستان خود را خدایی بی‌مرگ نمایانده بود، پس همراهانش به ناچار مرگ او را از بیم بومیان پنهان داشتند و پیکرش را در میسیسیپی غرق نمودند.